# یورخن فان خولن
یورخن فان خولن (انگلیسی: Jurgen Van Goolen؛ زادهٔ ۲۸ نوامبر ۱۹۸۰) دوچرخه‌سوار اهل بلژیک است.
از باشگاه‌هایی که در آن بازی کرده‌است می‌توان به وانتی–گروپ گوبر اشاره کرد.